# تهديد الاغتصاب

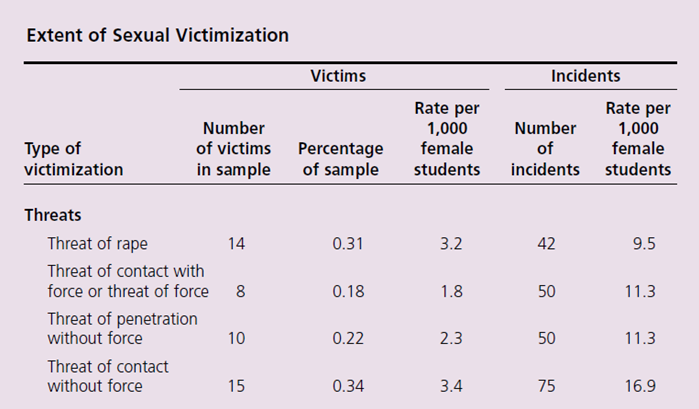
حالات التهديد بالاغتصاب أو الاعتداء الجنسي بين النساء في الكليات في الولايات المتحدة

يُعرّف تهديد الاغتصاب بكونه تهديدًا موجّهًا إلى شخص آخر بالاغتصاب أو الاعتداء الجنسي. غالبًا ما يحدث تهديد الاغتصاب بشكل مجهول أو عبر الإنترنت من خلال استخدام وسائل التواصل الاجتماعي وبشكل خاص يُوجّه ضد النساء. غالبًا ما تُوجّه هذه التهديدات إلى نساء بارزات مثل الكاتبات رفيعات المستوى، ويقدر معدّل حدوثه ما يقارب نصف أعضاء البرلمان.
يختلف قياس الانتشار العام للتهديدات بالاغتصاب اختلافًا كبيرًا بالاعتماد على ما إذا كانت الدراسات تفحص وسائل التواصل الاجتماعي عبر الإنترنت على وجه التحديد أو البريد الإلكتروني أو الرسائل النصية أو أشكال الاتصال الأخرى أو إرسال تهديدات بشكل شخصي سواءً اعتبرت التهديدات بالاغتصاب شكلًا من أشكال الشروع بالاغتصاب، أو إن اعتبرت شكلًا منفصلًا من التهديدات الأخرى التي تمثّل الاتصال الجنسي غير المرغوب.
وفقًا لإحدى الدراسات التي أجريت على نساء في سن الدراسة الجامعية في الولايات المتحدة، فإن ما يصل إلى 90.5% من التهديدات بالاغتصاب لا يتم إبلاغ الشرطة بها، والسبب الأكثر شيوعًا لعدم الإبلاغ هو أنه لم يكن من الواضح ما إذا كان الإجراء جريمة أو كان هذا الضرر مقصودًا.
انتقد الضحايا والدعاة المحاكمَ وتطبيق القانون بسبب استجابتهم غير الكافية تجاه تهديدات الاغتصاب، وقد لا تنطبق القوانين الحالية على قضايا التهديدات عبر وسائل التواصل الاجتماعي. وصلت قضيتان على الأقل إلى المحاكم الوطنية العليا.

## تعريف
عُرّف التهديد بالاغتصاب من خلال دراسة الإيذاء الجنسي للنساء الجامعيات على أنه «تهديد بالولوج غير المرغوب به عنوةً والتهديد باستخدام القوة»، بالإضافة إلى تعريف الدراسة الوطنية للعنف ضد النساء الجامعيات على أنه «تهديد بالاتصال الجنسي القسري، متضمّنًا كلًا من الإكراه النفسي واستخدام القوة البدنية». عوضًا عن ذلك، شمل المسح الوطني لضحايا جريمة التهديدات بالاغتصاب على أنه شكل من أشكال الشروع بالاغتصاب.

## انتشاره
وفقًا لتقرير صادر عن منظمة العفو الدولية عام 2017، فإن 27% من النساء في المملكة المتحدة تلقين "تهديدات مباشرة أو غير مباشرة بالعنف الجسدي أو الجنسي"، وذكرت 47% من النساء تعرّضهن للإيذاء الجنسي أو سوء المعاملة كرهًا بالنساء".

### التحرش عبر الإنترنت
غالبًا ما يحدث التهديد بالاغتصاب عبر وسائل التواصل الاجتماعي عن طريق الإنترنت كشكل من أشكال التحرش عبر الإنترنت، وبشكل خاص ضد النساء. وفقًا للكاتب الإنجليزي لوري بيني "كل كاتبة تعرف أنها تلقت تهديدات بالعنف والاغتصاب". وصفت مؤلفة أسترالية إيما جين حياتها المهنية في كتابة عمود أسبوعي بأنها "تهديد بالاغتصاب لمدة 14 عامًا، حدث مبالغ فيه". وفقًا لكارلا مانتيلا محررة في المجلة الأكاديمية "الدراسات النسوية: «إن الاغتصاب والتهديدات بالقتل أمر شائع إلى درجة أنهما حكم تقريبًا وليس استثناء عندما تتعرّض النساء للمضايقة والإساءة عبر الإنترنت».
وفقًا لإحدى الدراسات التي شملت 134000 تعليق مسيء على وسائل التواصل الاجتماعي، عُثر على 88% على موقع التويتر، و8% منها على موقع الفيسبوك، وعُثر على الباقي منها على مختلف المنتديات والمدونات. حدّد مجمع التفكير ديموس 100000 استخدام لكلمة اغتصاب على موقع التويتر بين ديسمبر عام 2013 وفبراير عام 2014 وقدّرت أن 12% منها كانت تهديدًا.
وجد فحص آخر أن 9% من النساء في أستراليا و9.6% من النساء في المملكة المتحدة أبلغن عن تلقي «تعليقات أو بريد إلكتروني أو رسائل نصية تهدد بالاعتداء الجنسي». بالنسبة للمملكة المتحدة، كان هذا أكثر شيوعًا بالنسبة للنساء اللاتي تتراوح أعمارهن بين 20 و24 عامًا (بنسبة 19.6%) ثم النساء اللاتي تتراوح أعمارهن بين 25 و29 عامًا (بنسبة 17%)، بينما كانت النساء بين 40 و44 عامًا في أستراليا أكثر الفئات تضرراً (بنسبة 13.5%).

### ضد السياسيّات
وفقًا لدراسة أجريت عام 2016 لمشرّعين من 39 دولة أجراها الاتحاد البرلماني الدولي، فإن 44.4% من الممثلات المنتخبات تعرضن للتهديد بالاغتصاب أو العنف أثناء توليهن المنصب، وأفادت 65.5% منهن بأنهن تعرّضن «لتعليقات مهينة ذات طبيعة جنسيّة» إما «لعدة مرات» أو«كثيرًا». ذكرت إحدى المجيبات على وجه الخصوص أنهن تلقيّن أكثر من 500 تهديد بالاغتصاب عبر الإنترنت من خلال منصة موقع التويتر للتواصل الاجتماعي على مدار أربعة أيام.
تلقت التهديدات ضد السياسيّات تغطية متزايدة ما أدى إلى ظهور عدد من القضايا البارزة. في عام 2018، أمر وزير الشؤون الداخلية الهندي الشرطة في مومباي بمتابعة الإجراءات القانونية في حالة تهديدات الاغتصاب التي تمت عبر موقع التويتر ضد ابنة السياسية بريانكا تشاتورفيدي البالغة من العمر 10 أعوام. في عام 2018 أيضًا، وفيما يتعلق بترشيح بريت كافانو للمحكمة العليا، تلقت مكاتب عدد من السياسيات الأمريكيات تهديدات بالعنف والاغتصاب، بما في ذلك مكتب سوزان كولينز وديان فاينشتاين. في عام 2014، أصدر تاباس بول الممثل الهندي وعضو البرلمان اعتذارًا عامًا بعد أن هدد بـ «ترك صبيانه» يغتصبون أعضاء الحزب الشيوعي المعارض في الهند. أُطلقت حملة على وسائل التواصل الاجتماعي على نطاق واسع لدعم قاضية المحكمة العليا في غانا جورجينا ثيودورا وود في أعقاب تهديدات الاغتصاب العلني التي وُجّهت ضدها. في المملكة المتحدة، دعت عضو البرلمان جيس فيليبس إلى إنهاء إخفاء هوية مستخدمي موقع التويتر بعد تلقيها أكثر من 600 تهديد بالاغتصاب في ليلة واحدة.
في عام 2018، تلقت ديزيريه مورين، وهي جمهوريّة خاضت انتخابات مجلس النواب في فيرمونت، رسالة شتمتها بوصفها «عاهرة» وذكر فيها: «أولاً، سنغتصبك لأيام. ستصرخين وتتعرّفين على هذا الرعب المؤلم».

### في الجامعة
في مراجعة لدراستين وطنيتين عن طالبات الجامعة في الولايات المتحدة الأمريكية، وجد فيشر أن معدل حدوث التهديدات اللفظية بالاغتصاب المُبلغ عنه تراوح بين 0.01% و0.48% من المجيبات، بمتوسط يتراوح بين 0.31% و95%، ومجال ثقة يتراوح بين 0.15% و0.48% لدراسة إيذاء طالبات الجامعات الوطنية، وبمتوسط 0.07%، مع مجال ثقة يتراوح بين 0.01% و95% لدراسة العنف الوطني ضد طالبات الجامعة.
في عام 2000، نشرت وزارة العدل الأمريكية نتائج الإيذاء الجنسي لطالبات الجامعة اللاتي جمعوا بياناتهن عن أربعة أنماط مختلفة من التهديدات:
- تهديد الاغتصاب: وهو تهديد الولوج غير المرغوب فيه عنوةً والتهديد باستخدام القوة.
- تهديد الاحتكاك عنوةً أو التهديد باستخدام القوة: وهو تهديد بالاتصال الجنسي غير المرغوب فيه عنوةً والتهديد باستخدام القوة.
- تهديد الولوج بدون استخدام القوة: وهو تهديد بالولوج غير المرغوب فيه مع التهديد بالعقاب غير البدني أو الوعد بالمكافأة أو الضغط المضايق أو اللفظي.
- تهديد الاتصال دون استخدام القوة: وهو تهديد بالاتصال الجنسي غير المرغوب فيه مع تهديد العقاب غير البدني أو الوعد بالمكافأة أو الضغط المضايق أو اللفظي.

أشارت النتائج إلى أن 0.31% تلقّين تهديدات بالاغتصاب، بالمقارنة مع 1.7% تعرّضن للاغتصاب. في المجموع، تعرضت 0.18% منهن للتهديد بالاتصال عنوةً أو التهديد باستخدام القوة، و0.22% تعرضن للتهديد بالولوج دون استخدام القوة، و0.34% تعرضن للتهديد بالاتصال دون استخدام القوة. وجدت النتائج أن من بين من تلقيّين التهديدات بالاغتصاب، 54.8% من الحالات وقعت خارج الحرم الجامعي، وأن 81% ممن تلقيّن تهديدات بالاغتصاب قد اتخذن تدابير لحماية أنفسهن، إلا أن 90.5% من الحالات لم يتم إبلاغ الشرطة بها. تعود الأسباب الأكثر شيوعًا للفشل بإبلاغ الشرطة عن التهديدات أن:
- لم تعتقد الضحية أن الحادث قد كان خطيرًا بما فيه الكفاية لتقوم بالإبلاغ عنه بنسبة (35.8%)
- لم يكن واضحًا ما إذا كان الإجراء جريمة أم أن المقصود هو الضرر بنسبة (39.5%)
- لم تعتقد الضحايا أن الشرطة ستأخذ الإبلاغ على محمل الجد (34.2%)
- لم ترغب الضحية بالإجهار أو بمعرفة الآخرين (34.2%)
- بسبب عدم وجود دليل على وقوع الحادث (31.6%)
- لم تشعر الضحية أن الشرطة قد تكترث للأمر (31.6%)

## التاريخ القانوني
تلقت أجهزة إنفاذ القانون والنظام القضائي انتقادات لتبسيطها قضية تهديدات الاغتصاب. حكت أماندا هيس في تقريرها الذي نُقل على نطاق واسع عام 2014 في باسيفيك ستاندرد، أن الشرطة في حادثتين منفصلتين قد تجاهلت إفاداتها رداً على تلقي تهديدات الاغتصاب عبر الإنترنت. بحسب ما قاله مدير مركز أبحاث لوكالة فايس، إن القوانين الحالية لا تغطي في الغالب استخدام وسائل التواصل الاجتماعي. عند الطعن بقضيتين على الأقل وصلتا إلى المحاكم العليا الوطنية، أقامت المحكمة الكندية الحكم لصالح المدعية، بينما أُقيم الحكم في الولايات المتحدة الأمريكية لصالح المدّعى عليه.